# جووانی روکوتلی
جووانی روکوتلی (انگلیسی: Giovanni Roccotelli؛ زادهٔ ۱۴ مهٔ ۱۹۵۲) بازیکن فوتبال اهل ایتالیا است.
از باشگاه‌هایی که در آن بازی کرده‌است می‌توان به باشگاه فوتبال آسکولی، باشگاه فوتبال تورینو، باشگاه فوتبال فوجا، باشگاه فوتبال کالیاری، باشگاه فوتبال دلفینو پسکارا، باشگاه فوتبال چزنا، و باشگاه فوتبال آولینو اشاره کرد.